# فرد بارنت
فرد بارنت (بالإنجليزية: Fred Barnett)‏ هو لاعب كرة قدم أمريكية أمريكي، ولد في 17 يونيو 1966.

## وصلات خارجية
- فرد بارنت على موقع مرجع كرة القدم المحترفة.كوم (الإنجليزية)